# Arceuthobium globosum
El Injerto de ocote (Arceuthobium globosum) es una planta parásita de la familia Santalaceae.

## Descripción
Es una planta  que alcanza un tamaño de 35 cm de altura, tallos lisos y de color amarillo o amarillo verdoso, lo mismo que sus flores. Los frutos y las semillas son redondas.[cita requerida]

## Distribución y hábitat
Se encuentra en México y Centroamérica está presente en clima templado entre los 2000 y los 2400 metros, asociada a bosques de encino y de pino.

## Taxonomía
Arceuthobium globosum fue descrita por Hawksw. & Wiens y publicado en Brittonia 17(3): 223, 225–227, f. 7. 1965.
Etimología
Arceuthobium: nombre genérico que deriva de las palabras griegas arkeuthos =  "enebro", y bios =  "vida", porque era la única especie incluida en el género en el que le fue dado por primera vez el nombre, ya que era un parásito de Juniperus oxycedrus.
globosum: epíteto latino que significa "esférico, globoso".